# St. Kathrein am Hauenstein
St. Kathrein am Hauenstein é um município da Áustria, situado no distrito de Weiz, no estado da Estíria. Tem 19,3 km² de área e sua população em 2019 foi estimada em 634 habitantes.